# Password Hashing Competition

Le Password Hashing Competition (traduction littérale, Concours de hachage de mots de passe) est un concours lancé en 2013 pour sélectionner une ou plusieurs fonctions de hachage qui puissent être recommandées pour le stockage des mots de passe. Il s'est conclu en 2015 par le choix de Argon2.
Le concours prend pour modèle deux événements semblables organisés par le National Institute of Standards and Technology (NIST) qui avaient eu beaucoup de succès : le Advanced Encryption Standard process et le NIST hash function competition. Il a été cependant directement organisé par des cryptographes et spécialistes de sécurité informatique. Ceux-ci ont  contacté le NIST qui s'est déclaré intéressé mais n'a pas souhaité organiser le concours. Un membre du NIST faisait partie du jury.
Le 20 juillet 2015, Argon2 a été sélectionné comme le vainqueur de la compétition. Quatre autres fonctions de hachage ont également été distinguées : Catena, Lyra2 (en), yescrypt et Makwa.
Un des objectifs du concours était de sensibiliser la communauté informatique à la nécessité d'utiliser des algorithmes forts de hachage de mot de passe, espérant éviter une répétition des précédentes violations de mots de passe impliquant l'absence de fonction de hachage ou l'utilisation d'une fonction faible, comme celles impliquant RockYou (en) (2009), Jira (2010), 
Gawker Media (2010),
piratage du PlayStation Network (2011),
EHarmony (en) (2012),
2012 LinkedIn hack (en),
Battlefield Heroes (2011),
Adobe Systems (2012),
Evernote 2013,
ASUS - voir NellCrew (2012),
South Carolina Department of Revenue (en) (2012), 
et Ubuntu Forums (en) (2013),,,,.